# Valbirse
Valbirse é uma comuna da Suíça, situada na região administrativa de Jura Bernense, no cantão de Berna. Tem 18,68 km² de área e sua população em 2018 foi estimada em 3.973 habitantes.